# Slaget ved Buena Vista
I Slaget ved Buena Vista (23. februar 1847), der også er kendt som slaget ved Angostura, brugte den amerikanske hær tungt artilleri til at slå den meget større mexicanske hær i den Mexicansk-amerikanske krig. Buena Vista ligger 12 km syd for Saltillo, i det nordlige Mexico.

## Baggrund
Efter slaget ved Monterrey i september 1846 blev det meste af generalmajor Zachary Taylor's Army of Occupation sendt til golfkysten for at blive til hovedstyrken i Winfield Scott's ekspedition mod Mexico City. Taylor følte, at præsident James K. Polk forsøgte at undgå, at han fik flere militære sejre, som kunne hjælpe i hans kampagne for at blive USA’s præsident. Taylor besluttede at ignorere sine ordrer om at forblive i Monterrey, og marcherede dybere ind i Mexico og erobrede Saltillo. Taylor omdirigerede også Center Divisionen, under John E. Wool, fra dens ekspedition i Chihuahua så den mødte ham i Saltillo. Med Wool's division var den amerikanske styrke på i alt 4.500 soldater, hvoraf de fleste var frivillige, som kom i kamp for første gang.
I sommeren 1846 vendte Antonio López de Santa Anna tilbage fra sit eksil og overtog hurtigt magten i Mexico. Da Monterrey var faldet, opstillede Santa Anna en hær på næsten 25.000 mand i San Luis Potosi. Da et brev fra general Scott til Taylor, som omtalte at hovedparten af Taylor's hær var overført til kysten, faldt i mexicanernes hænder, marcherede Santa Anna hurtigt mod nord, for at forsøge at slå Taylor ud af Mexico mens den amerikanske tilbagetrækning fortsat var i gang.
Taylor erfarede, at Santa Anna var på march nordpå, og han rykkede til omkring 30 km syd for Saltillo til Agua Nueva. Taylor sendte major Ben McCulloch, fra Texas Rangers ud for at spejde efter den mexicanske hær. McCulloch fandt Santa Anna 100 km sydpå, hvilket han lod Taylor vide den 21. februar. Taylor trak sig tilbage til et bjergpas ved Buena Vista 20 km nord for byen Agua Nueva. General John E. Wool fik til opgave at tilrettelægge forsvarsstillingen. Senere same dag ankom Santa Anna i Agua Nueva med 12.000 mænd. Hans styrke var skrumpet på grund af desertering og udmattelse under den lange rejse fra San Luis Potosi. Santa Anna opfattede den amerikanske tilbagetrækning til Buena Vista som et tilbagetog og forlangte overgivelse. Taylor's hjælper, William Wallace Smith Bliss, svarede på veltalende vis, at de amerikanske tropper afviste at overgive sig. Taylor, som var bekymret over sikkerheden for hans forsyninger red same nat til Saltillo for at sikre sig at hans ryg var sikret.

## Slaget
Om morgenen den 23. februar angreb General Pedro de Ampudia amerikanernes venstre flanke, som var beskyttet af 2. Indiana regiment fra Joseph Lane's Indiana Brigade. De frivillige var understøttet af et artilleribatteri, men blev stødt drevet tilbage sammen med den 2. linje som bestod af frivillige fra Illinois. Wool sendte en kurer til General Lane om at holde linjen for enhver pris. Det lykkedes for de frivillige fra Illinois at gennemføre en kæmpende tilbagetrækning under pres fra det mexicanske angreb.
General Taylor kom tilbage til slagmarken og lod sin tilstedeværelse blive kendt af tropperne. Han blev eskorteret af Mississippi Rifles under oberst Jefferson Davis. Tropperne fra Mississippi ramte ind i flanken på Ampudia's angrebskolonne og Davis blev såret i foden. Imens fik Wool samling på de forsprængte regimenter ved at bruge murene på haciendaen ved Buena Vista som defensiv position understøttet af et batteri artilleri under Thomas W. Sherman og to dragonregimenter. Det 3. Indiana regiment blev bragt frem for at støtte Davis, og de to regimenter blev formet som et omvendt V. Mexicanerne angreb denne nye linje. Tropperne fra Indiana og Mississippi ventede så længe med at skyde, at de overraskede angribere kortvarigt stoppede, og blev så ramt af en bølge af ild. Ca. 2.000 mexicanere var fanget i en fælle. En ung mexicansk løjtnant forsøgte at narre amerikanerne til en våbenhvile ved at hævde, at Santa Anna ønskede at mødes med den amerikanske kommandør. Taylor og Wool gennemskuede denne fidus, men det gav mexicanerne tid til at undslippe.
Santa Anna angreb igen amerikanernes hovedstilling under ledelse af General Francisco Pérez understøttet af artilleri. Et artilleri batteri under Braxton Bragg stillede op med ordre til at holde stillingen for enhver pris. Taylor red over til kaptajn Bragg, og efter en kort samtale hvor Bragg svarede, at han anvendte enkeltkugler beordrede Taylor ham til at bruge dobbeltkugler: "double-shot your guns and give them hell, Bragg". Senere blev denne ordre forvansket til "give them a little more grape Captain Bragg", og brugt som et kampagne slogan der bar Taylor ind i det Hvide Hus.
Pérez's angreb blev slået tilbage, da tung regn begyndte at falde på slagmarken. I løbet af natten erklærede Santa Anna, at slaget var vundet, og trak sig tilbage til Agua Nueva efter at han havde modtaget et brev fra Mexico City hvor der stod, at man manglede Santa Anna til at slå et politisk kup ned.

## Resultater
Slaget var det sidste store slag i det nordlige Mexico. Det var Taylor’s største slag i krigen og samtidig hans sidste. Han vendte tilbage til USA for at forfølge en politisk karriere. Hans succes ved Buena Vista og hans legendariske ordre til kaptajn Bragg, hjalp ham til at vinde præsidentvalget i 1848. Santa Anna led store tab og trak sig tilbage sydpå, da han var ved at opnå en succes. Hans tilbagetrækning blev ansporet af politisk uenighed i Mexico City. Han blev senere tvunget til at udkæmpe Slaget om Mexico City mod en hær under Winfield Scott.
I 1859 blev Buena Vista County i Iowa, opkaldt efter slaget, og det samme blev Buena Vista Township i Michigan's Saginaw County, ligesom byen Buena Vista i Virginia.